# میدان شارل دو گل
میدان شارل دو گل (به فرانسوی: Place Charles-de-Gaulle) هم‌چنین مشهور با نام تاریخی میدان اِتوال (به فرانسوی: Place de l'Étoile) میدان مهمی در شرق شهر پاریس است که نقطه اتصال ۱۲ خیابان از جمله خیابان شانزلیزه است.
این میدان در ابتدا با نام میدان ستاره شناخته می‌شد اما در سال ۱۹۷۰ پس از مرگ ژنرال و رئیس جمهور شارل دوگل این میدان تغییر نام پیدا کرد، تاق پیروزی پاریس در این میدان قرار دارد.

میدان شارل دوگل

## نگارخانه

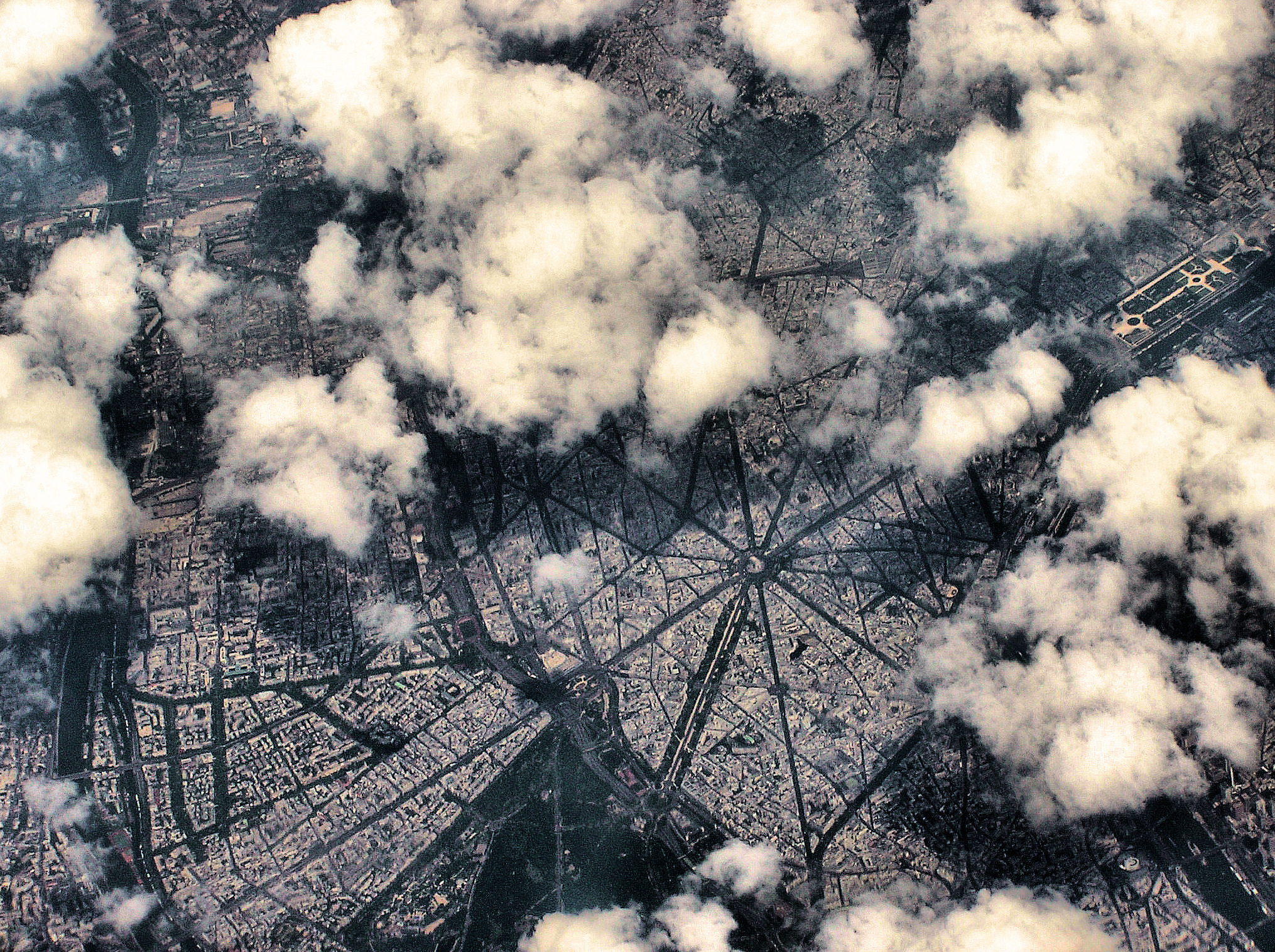
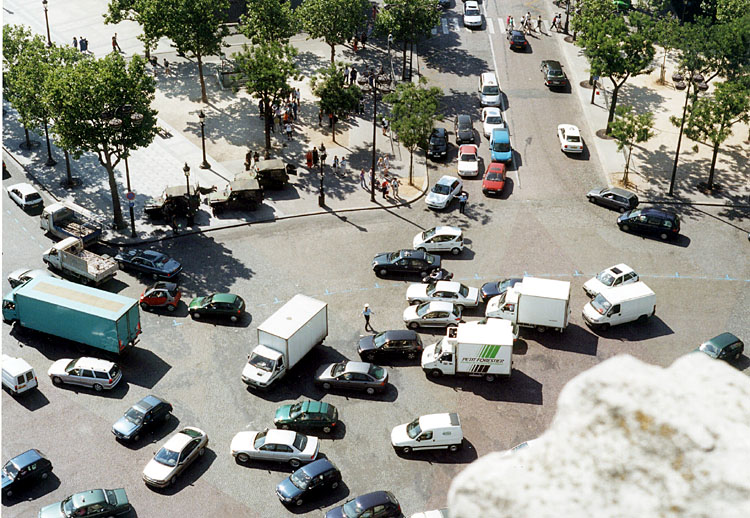